# Cryphia paradoxa
Cryphia paradoxa är en fjärilsart som beskrevs av Barend J. Lempke 1964. Cryphia paradoxa ingår i släktet Cryphia och familjen nattflyn. Inga underarter finns listade i Catalogue of Life.